# Poids atomes (MMA)
La division poids atomes dans les arts martiaux mixtes est réservée généralement aux combattants pesant moins de 48 kg. Elle se situe en dessous de la division poids pailles et constitue la catégorie de poids la plus légère au MMA. Cette division est presque exclusive au MMA féminin.

## Ambiguïté
En général, la catégorie poids atomes est réservée généralement aux combattants pesant moins de 48 kg, mais le poids exact diffère selon la promotion. Fight Matrix classe les combattants à 110,9 lb (50,3 kg) ou moins en poids atomes.
- La division des poids atomes du Jewels impose une limite de poids maximale à 47,6 kg[3]. Jusqu'en mai 2015, la catégorie était appelée "poids plumes"[3].

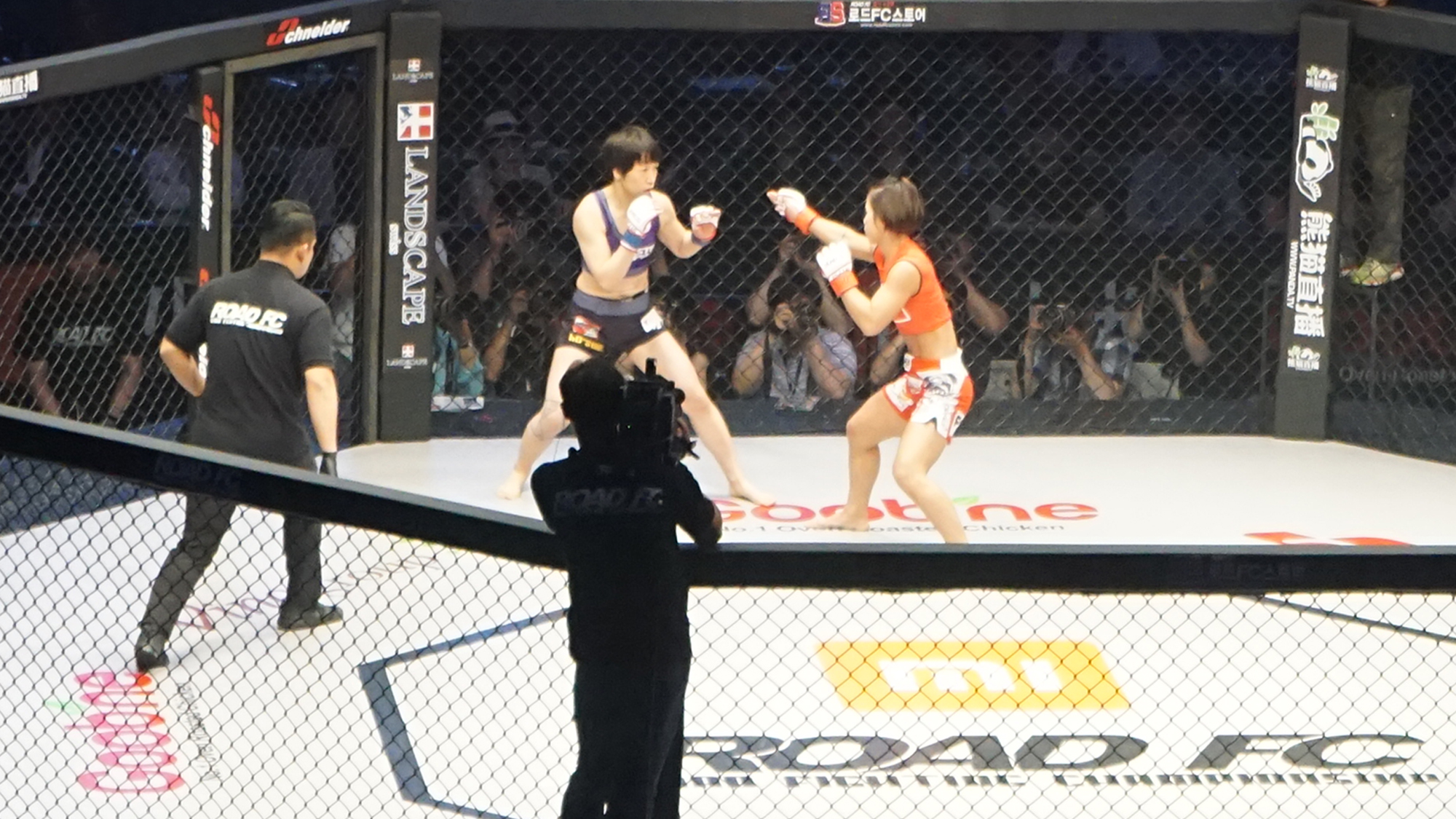
Mina Kurobe contre Seohee Ham lors du premier combat pour le titre féminin des poids atomes du Road FC, en 2017.

- La division des poids atomes de l'Invicta Fighting Championships se situe entre 95 et 105 lb (43 à 47,6 kg)[4].
- La division des poids atomes du Pancrase impose une limite de poids maximale à 47,6 kg[5].
- La division des poids atomes du ONE Championship se situe entre 105 et 115 lb (47,6 à 52,2 kg)[6].
- La division poids atomes du Road Fighting Championship impose une limite de poids maximale à 48 kg.
- La division des poids atomes du Shooto impose une limite de poids maximale à 47,6 kg[7].

## Champions professionnels

### Champions actuels
Ce tableau a été mis à jour pour la dernière fois en juin 2024.
Femmes :
| Organisation     | Début du règne    | Championne     | Défenses |
| ---------------- | ----------------- | -------------- | -------- |
| Jewels           | 24 mars 2024      | Seika Izawa    | 0        |
| Invicta FC       | -                 | Titre vacant   | -        |
| ONE Championship | 30 septembre 2023 | Stamp Fairtex  | 0        |
| Pancrase         | 31 mars 2024      | Satomi Takano  | 0        |
| Road FC          | 4 septembre 2021  | Yu Ri Shim     | 0        |
| Shooto           | 27 novembre 2022  | Chihiro Sawada | 1        |